# المعهد الدولي للصحافة
المعهد الدولي للصحافة (بالإنجليزية: International Press Institute)‏ IPI هو منظمة عالمية مكرسة لتعزيز وحماية حرية الصحافة وتحسين الممارسات الصحفية. تأسس في أكتوبر 1950، ولديه أعضاء في أكثر من 120 دولة.
تتكون عضوية المعهد من محررين ومسؤولين إعلاميين يعملون في وسائل إعلام حول العالم. كما أنشأ المعهد الدولي للصحافة فئة عضوية جديدة: «الصحفيون البارزون في المعهد» وهي مفتوحة لرؤساء أقسام الإعلام ورؤساء المكاتب والمراسلين وغيرهم.
في العديد من البلدان، بما في ذلك نيبال وأذربيجان، أنشأ أعضاء المعهد لجانًا وطنية لدعمه في عمله وتحسين وضع وسائل الإعلام.
ويتمتع المعهد بمركز استشاري لدى الأمم المتحدة واليونسكو ومجلس أوروبا.
وهو عضو في شبكة التبادل الدولي لحرية التعبير، وهي شبكة عالمية من المنظمات غير الحكومية التي ترصد انتهاكات حرية الصحافة وحرية التعبير في جميع أنحاء العالم. كما أنه عضو في مجموعة مراقبة حالة حرية التعبير في تونس، وهي تحالف من 16 منظمة لحرية التعبير تمارس الضغط على الحكومة التونسية لتحسين سجلها في مجال حقوق الإنسان.
في أكتوبر 2006، كرمت الأكاديمية الوطنية للتلفزيون الأمريكي NTA المعهد بجائزة إيمي الدولية لعمله في مجال حرية الصحافة.

## أنشطة

### رسائل الاحتجاج
يرصد المعهد حرية الصحافة في جميع أنحاء العالم ويتصدى للتهديدات والاعتداءات على الصحفيين ووسائل الإعلام من خلال إرسال رسائل احتجاج إلى الحكومات والمنظمات الحكومية الدولية.

### بعثات حرية الصحافة
يقود المعهد الدولي للصحافة بعثات إلى البلدان التي تتعرض فيها حرية الصحافة للتهديد، حيث يلتقي بمسؤولين حكوميين ودبلوماسيين وصحفيين ومنظمات غير حكومية، ويوفر التمثيل القانوني والدعم في قضايا المحاكم.

### أبحاث
يجري المعهد بحثًا مكثفًا حول القضايا ذات الصلة بوسائل الإعلام ويعمم العديد من المنشورات حول حرية الصحافة، بما في ذلك مجلة IPI Global Journalist الفصلية. يويدقق المعهد بانتظام في قوانين الإعلام الجديدة ويقدم إلى الحكومات توصيات بشأن كيفية جعل تشريعاتها تتماشى مع المعايير المقبولة دوليا بشأن حرية التعبير. كما يرصد المعهد الصحفيين الذين قتلوا في جميع أنحاء العالم. ومنذ عام 1997، أبقت على مراقبة الموت للضحايا في وسائل الإعلام.